# Murgud
Murgud is een nagar panchayat (plaats) in het district Kolhapur van de Indiase staat Maharashtra. 

## Demografie
Volgens de Indiase volkstelling van 2001 wonen er 9.200 mensen in Murgud, waarvan 51% mannelijk en 49% vrouwelijk is. De plaats heeft een alfabetiseringsgraad van 73%. 